# Výstražný oděv

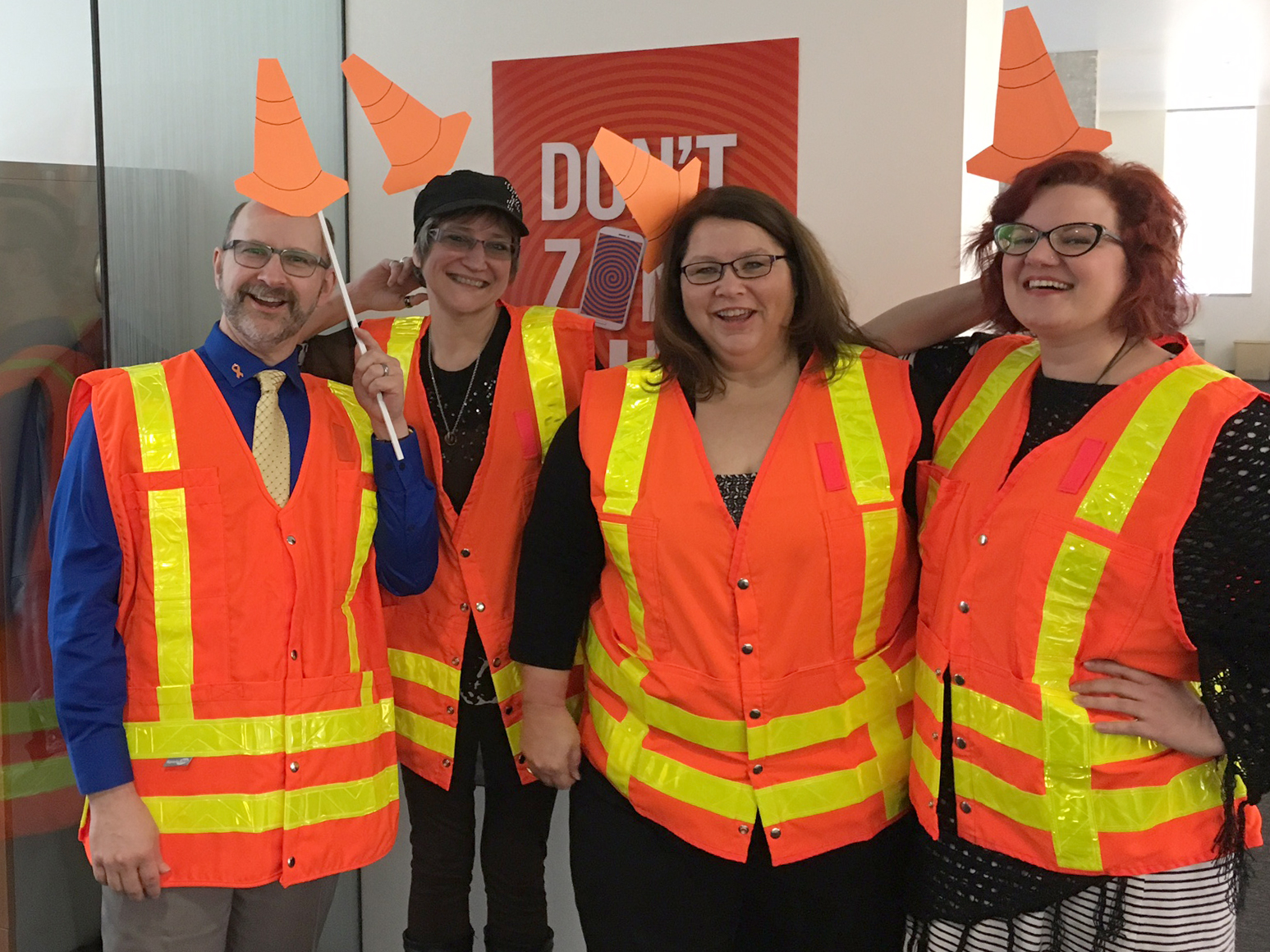
Motorkáři v bezpečnostních výstražných oděvech.

Výstražný oděv, zejména v retroreflexním provedení, slouží ke zviditelnění člověka například v prostředí dopravního provozu. V pravidlech silničního provozu je jeho nošení v některých případech řidičům povinně nařízeno, například je-li řidič mimo vozidlo v souvislosti s nouzovým stáním. V některých zemích je výstražný oděv povinný pro chodce na neosvětlených silnicích. Doporučován nebo nařízen je i cyklistům nebo motocyklistům a používá se i v řadě dalších oborů, například při pracích v kolejišti, na stavbách, v překladištích či skladech, používají je pracovníci záchranných či servisních služeb, v dopravě, v poštovních službách, v bezpečnostních agenturách atd. Nejběžněji se používá reflexní vesta. V českých pravidlech silničního provozu je použit termín oděvní doplňky s označením z retroreflexního materiálu, pro nějž je v prováděcí vyhlášce zavedena zkratka „výstražný oděv“.

## Česká právní úprava
Zákon č. 361/2000 Sb. vyžaduje mít na sobě oděvní doplňky s označením z retroreflexního materiálu v případě řidiče, nachází-li se mimo vozidlo na pozemní komunikaci mimo obec v souvislosti s nouzovým stáním; to neplatí pro řidiče motocyklu, mopedu a nemotorového vozidla.
Podle § 56 odst. 2 zákona 361/2000 Sb. možné oděvními doplňky s označením z retroreflexního materiálu nahrazovat povinné označení organizovaného útvaru chodců světly za snížené viditelnosti (vpředu po obou stranách neoslňujícím bílým světlem a vzadu po obou stranách neoslňujícím červeným světlem).
Vzory a způsob užití takových oděvních doplňků s označením z retroreflexního materiálu pro oba uvedené účely stanoví prováděcí právní předpis, což je vyhláška ministerstva dopravy, která mimo jiné stanoví dopravní značení. Vyhláška 294/2015 Sb. je pro tyto účely vymezuje: »Oděvními doplňky jsou blůza, kabát, tričko, vesta nebo kalhoty fluorescenční žluté nebo fluorescenční oranžovo-červené barvy doplněné retroreflexními pásy (dále jen „výstražný oděv“).« Jako vzory vyobrazuje v příloze č. 12 pracovní oranžové montérky a vestu s nápisem „Škola“. Retroreflexní pásy a fluorescenční plochy musí byt na výstražném oděvu vhodně umístěny a provedeny v dostatečné ploše. Tyto podmínky jsou splněny, odpovídá-li výstražný oděv požadavkům příslušné harmonizované evropské normy (ČSN EN ISO 20471:2013. Oděvy s vysokou viditelností – Zkušební metody a požadavky.).
Zákon č. 361/2000 Sb. v § 79 odst. 9 (původně odst. 8) říká, že prováděcí právní předpis stanoví způsob označení osob, které jsou oprávněny zastavovat vozidla. Původně se ustanovení vztahovalo jen na osoby provádějící práce na silnici a osobu zajišťující přechod dětí a mládeže, novelizační zákon 48/2016 Sb. rozšířil toto zmocnění o označení osob uvedených v povolení zvláštního užívání pozemní komunikace.
Podle § 20 vyhlášky 294/2015 Sb. musí dále mít na sobě oblečen výstražný oděv
- osoba vykonávající práce spojené se správou, údržbou, měřením, opravami a výstavbou pozemní komunikace nebo k zajištění bezpečnosti provozu na pozemních komunikacích, jsou-li tyto činnosti vykonávány při zachování provozu na dotčené části pozemní komunikace
- osoba uvedená v povolení zvláštního užívání pozemní komunikace spočívajícího v pořádání sportovní, kulturní, náboženské, zábavní nebo obdobné akce podle zákona o pozemních komunikacích
- osoba uvedená v povolení zvláštního užívání podle zákona o pozemních komunikacích jako doprovod při přepravě zvlášť těžkých nebo rozměrných nákladů
- osoba pověřená obecním úřadem obce s rozšířenou působností k zajištění bezpečného přechodu dětí a školní mládeže přes pozemní komunikaci v blízkosti školního zařízení

Novelizační vyhláškou 84/2016 Sb. byly do § 20 doplněny odstavce 3 a 4, které osobám uvedeným v povolení zvláštního užívání pozemní komunikace ukládají povinnost mít na sobě oblečen výstražný oděv.
Výstražný oděv lze použít též ke splnění povinnosti chodce mít na sobě za snížené viditelnosti na neosvětlené pozemní komunikaci mimo obec prvek z retroreflexního materiálu. Pro tento účel však nejsou žádné vzory ani parametry takového prvku stanoveny.
Oděvní doplňky podle vyhlášky 30/2001 Sb.:

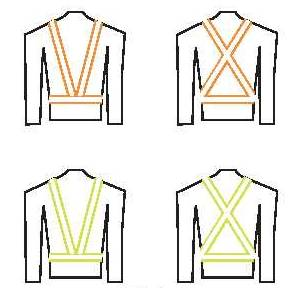
OD 1a „Šle“
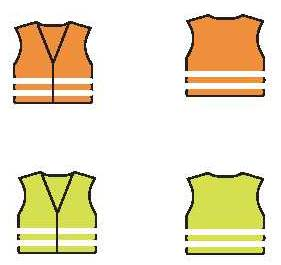
OD 1b „Vesta“
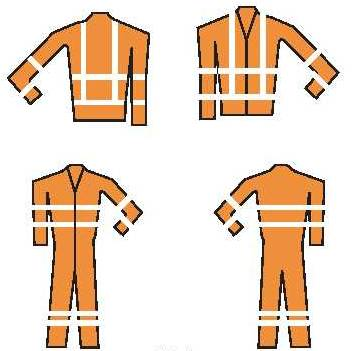
OD 1c „Oblečení“
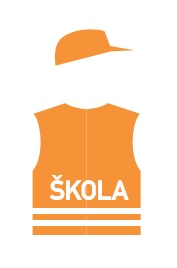
OD 2 „Označení oprávněné osoby zajišťující bezpečný přechod dětí a školní mládeže“

Příklady vyobrazení výstražných oděvů ve vyhlášce 294/2015 Sb.:
- blůza
- kabát
- tričko
- vesta
- kalhoty
- kalhoty se šlemi
- krátké kalhoty
- označení pověřené osoby zajišťující bezpečný přechod dětí a školní mládeže

## Technická standardizace
Požadavky na výstražné oděvy upravuje evropská směrnice EC/686/89 Osobní ochranné pomůcky. Označení CE potvrzuje shodu s touto směrnicí.